# Cardiff City Stadium
Cardiff City Stadium (walisisk: Stadiwm Dinas Caerdydd) er et fodboldstadion, beliggende i Cardiff, Wales. Det er hjemmebanen for Cardiff City Football Club. Stadionet erstattede i 2009 Ninian Park som fodboldklubbens hjemmebane. Det er ejet af Cardiff City Stadium Ltd.